# Меновазин
Меновазин — комбінований місцевознеболювальний лікарський засіб. Препарат має протисвербіжну дію та місцевоанестезуючий ефект. 
Ментол при нанесенні на шкіру і слизові оболонки подразнює нервові закінчення, що викликає розширення поверхневих судин шкіри, викликаючи відчуття прохолоди, супроводжується анальгетичний ефект. Тим самим він посилює знеболюючу дію бензокаїну і прокаїну, а також полегшує свербіж.
При місцевому застосуванні препарат не надходить до кров’яного русла.

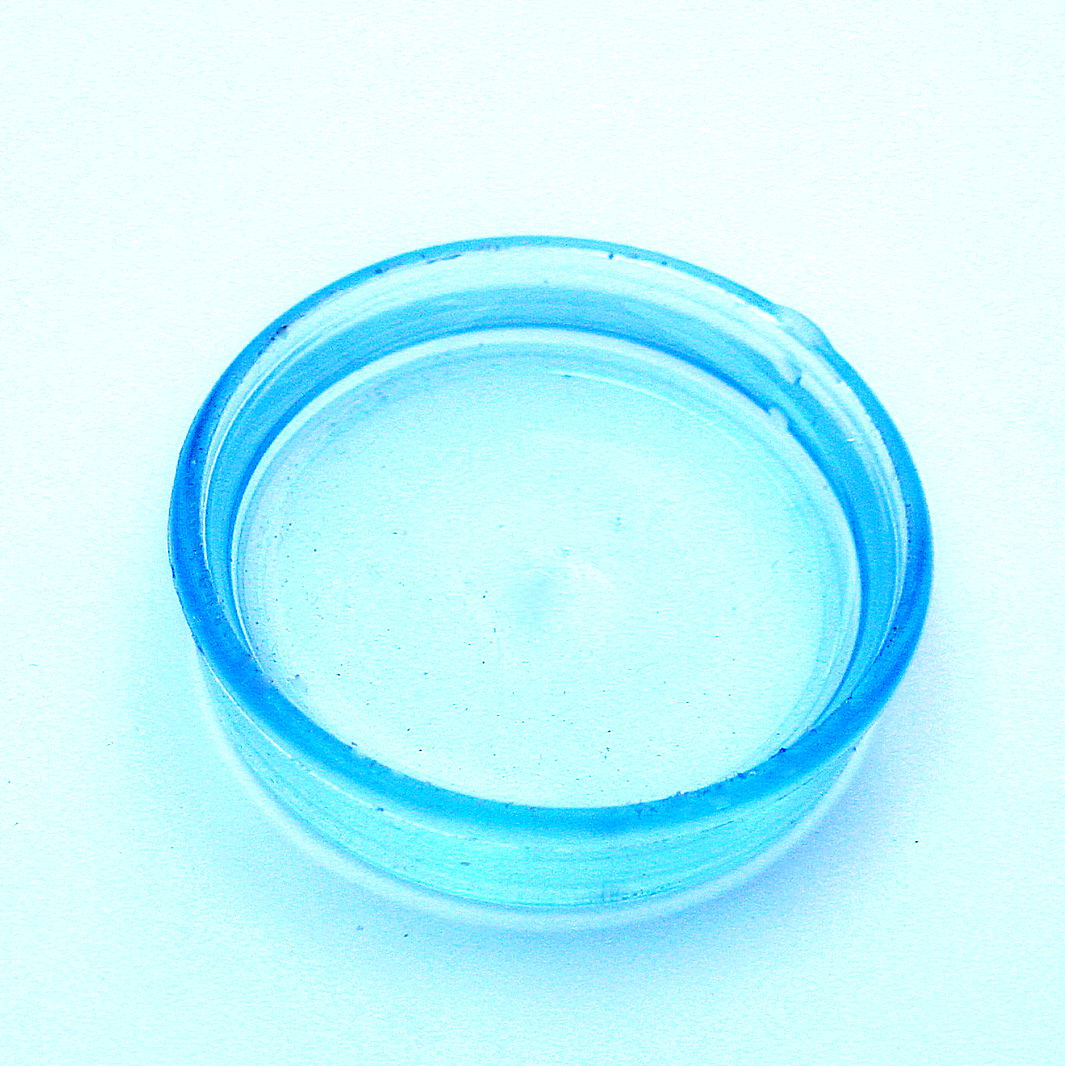
Меновазин

Призначають при невралгіях, міалгіях, артралгіях та дерматозах, що супроводжуються сверблячкою. Препарат наносять на шкіру, або розтирають ділянки шкіри над хворим місцем 2-3 рази в день. Курс лікування триває залежно від лікувального ефекту, але не більше 3-4 тижнів. При необхідності курс можна повторити.
Протипоказання: гіперчутливість до компонентів препарату (зазвичай до новокаїну).
Побічні дії: при тривалому застосуванні меновазину можуть спостерігатися запаморочення, загальна слабкість, зниження артеріального тиску.

## Склад
- Ментолу — 2,5 гр;
- Новокаїну — 1 г;
- Бензокаїну — 1 гр;
- Спирту етилового 70 %  — до 100 мл

## Аналоги меновазина
- камфорна олія для зовнішнього застосування;
- камфорний спирт (2 % камфори, 10%-ний вміст спирту);
- камфорна мазь (10 %).

[джерело?]